# Schimmelpfeng-Haus

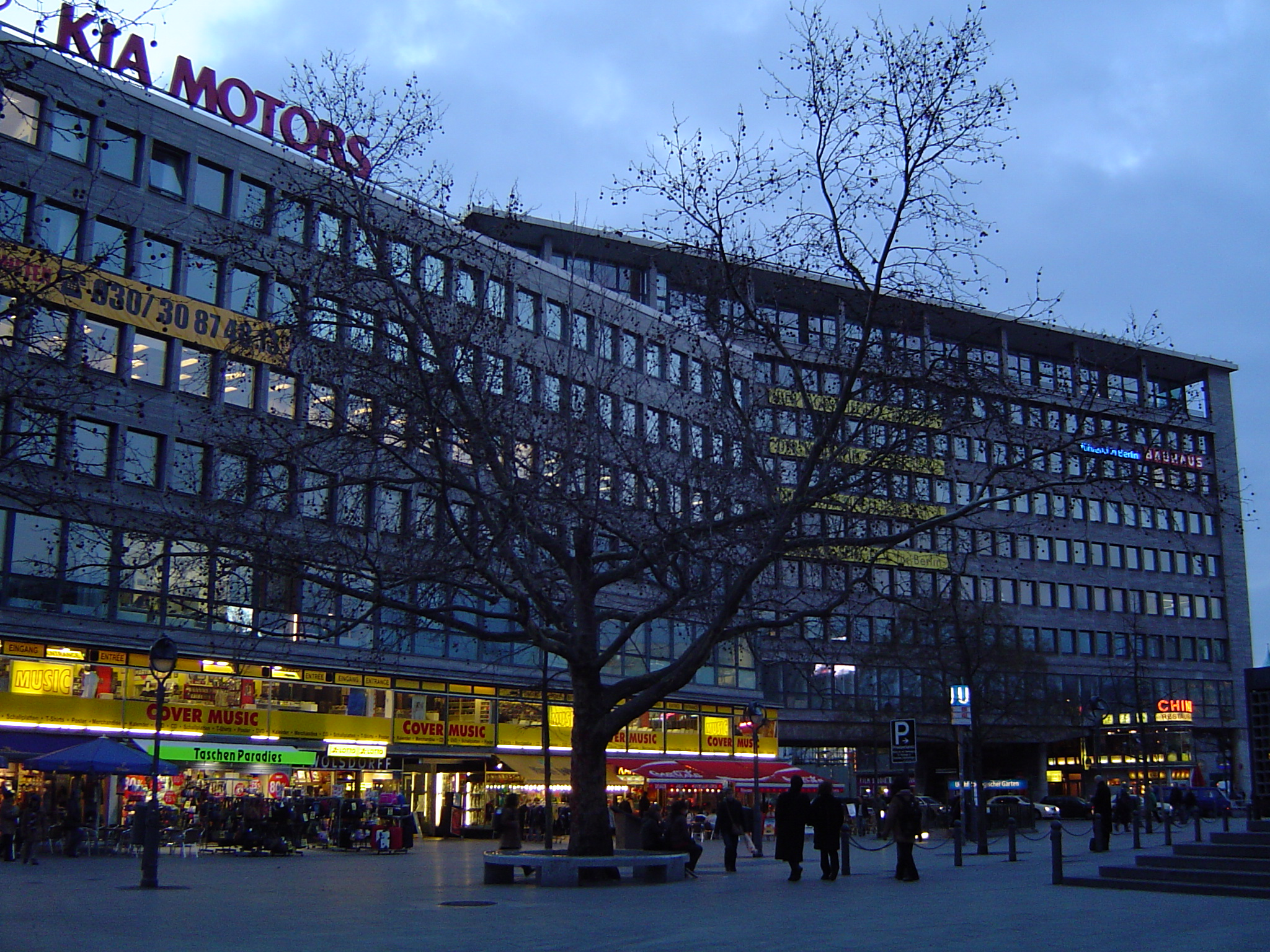
Das Schimmelpfeng-Haus vom Kurfürstendamm aus gesehen, 2007

Das Schimmelpfeng-Haus im Berliner Ortsteil Charlottenburg war ein denkmalgeschütztes sieben- bis zehngeschossiges Geschäfts- und Bürohaus, das sich zwischen dem Kurfürstendamm und der Hardenbergstraße erstreckte und bis zum Frühsommer 2009 den östlichen Abschluss der Kantstraße und den westlichen Abschluss des Breitscheidplatzes bildete. 
Der inoffizielle Name Schimmelpfeng-Haus geht auf die dort bis 1986 ansässige Schimmelpfeng GmbH zurück, die eine große Leuchtreklame angebracht hatte. Dabei handelte es sich um ein Inkassounternehmen, das 1872 in Frankfurt am Main gegründet wurde, bald darauf aber nach Berlin umzog.

## Geschichte
An der Stelle des Schimmelpfeng-Hauses stand bis zu seiner Zerstörung im Zweiten Weltkrieg das ältere der beiden Romanischen Häuser aus dem Bauensemble Romanisches Forum des Architekten Franz Heinrich Schwechten. Dieses Gebäude beherbergte mit dem 1926 eröffneten Gloria-Palast eines der bedeutendsten Berliner Filmtheater der Kulturszene der 1920er Jahre.
Das Schimmelpfeng-Haus prägte seit der Fertigstellung zwischen 1957 und 1960 (Planungs- und Bauzeit) durch Franz-Heinrich Sobotka und Gustav Müller mit seiner charakteristischen Überbauung der Kantstraße das Stadtbild der City-West und durch die gerasterte Fensterfront zudem das Stadtpanorama um die Gedächtniskirche mit. Diese Überbauungslösung war allerdings wegen der Verstellung der Sichtachse auf die Kaiser-Wilhelm-Gedächtniskirche auch umstritten.

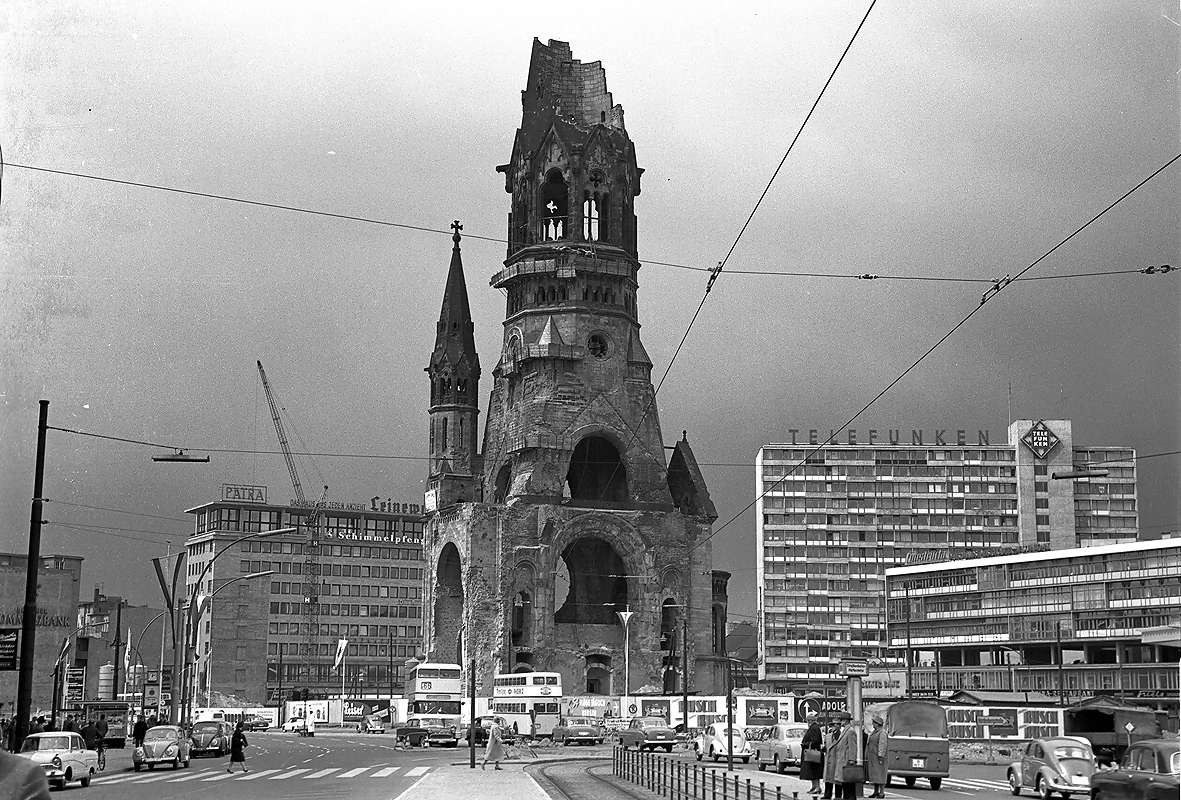
Breitscheidplatz von der Tauentzienstraße gesehen, 1960

Das Schimmelpfeng-Haus bestand bis zum Abriss aus einem neun- bis zehngeschossigen Bügelbau mit Muschelkalkfassade als Straßenüberbauung über die Kantstraße, einem Parkhaus und einer siebengeschossigen Erweiterung zum Kurfürstendamm mit gewerblicher und gastronomischer Nutzung.

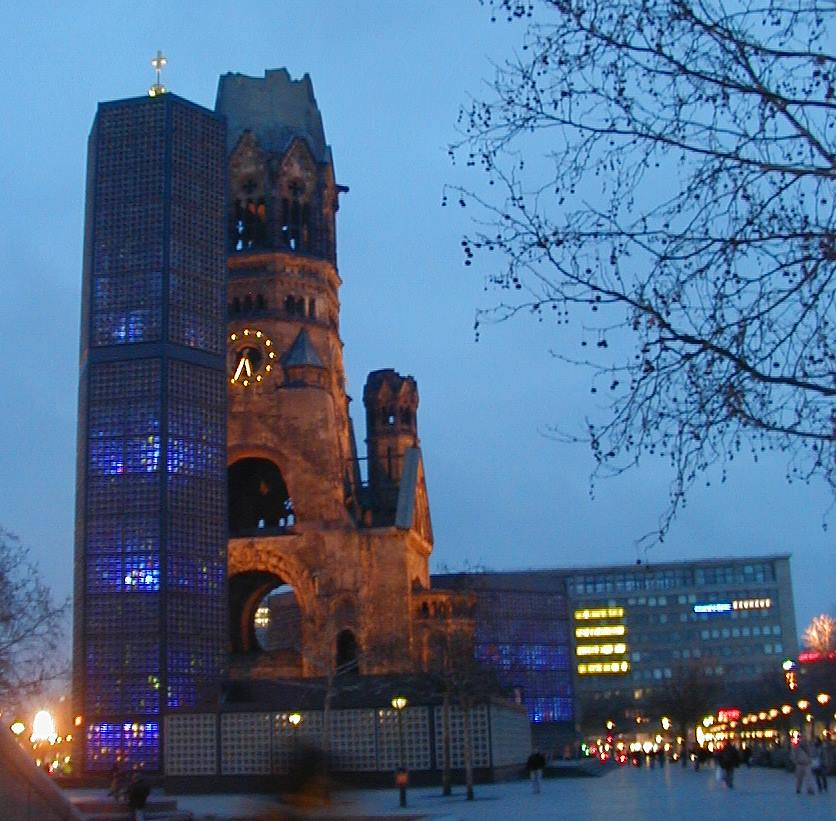
Kaiser-Wilhelm-Gedächtniskirche am Abend: Blick vom Europa-Center zum Schimmelpfeng-Haus, 2004

Im Sommer 2009 wurden der nördliche Teil und das zehngeschossige Brückenelement des Gebäudes abgerissen, um ein 33-Etagen-Hochhaus, das Zoofenster, zu bauen. Von dem ursprünglichen Gebäuderiegel verblieb lediglich der südliche Teil zwischen Kurfürstendamm und Kantstraße noch bis Ende 2012. Zwischen Dezember 2012 und Februar 2013 wurde auch der restliche südliche Teil des Gebäudes abgerissen. Bis 2016 wurde gegenüber dem Zoofenster ein weiteres 33-Etagen-Hochhaus, das Upper West, gebaut.

## Neubebauung
Der Berliner Senat entschied sich 1999 für eine Aufwertung des Stadtquartiers und für einen Abriss des Gebäudes. 2004 beschloss die neue Eigentümerin, die Frankfurter Casia Immobilien-Management GmbH, den Abriss des Schimmelpfeng-Hauses im Jahr 2008. An der jetzigen nördlichen Ecke des Schimmelpfeng-Hauses auf der Gebäudespitze zwischen Kant- und Hardenbergstraße soll ein achtgeschossiges Bürogebäude entstehen, gegenüber der Kantstraße direkt am Breitscheidplatz ein neunstöckiges. Dahinter an der Stelle des heutigen Parkhauses dem Zoofenster gegenüber wollte die Firma Casia zwei verglaste 119 Meter hohe Hochhäuser mit 33 Stockwerken errichten. Die Gebäudekombination sollte die Bezeichnung FOCUS tragen und wurde von dem Architekten Christoph Langhof bereits vor 1996 entworfen, als sogenannter Atlas Tower. Später wurde dieses Projekt von der Strabag Real Estate aufgegriffen und als Upper West entwickelt.
Damit sollte eine Sichtachse entlang der Kantstraße auf die Kaiser-Wilhelm-Gedächtniskirche frei werden und zusammen mit dem direkt westlich angrenzenden Zoofenster eine vollkommen neu gestaltete Parzelle entstehen, mit einem Toreffekt zur Kantstraße. Das neue Ensemble sollte nach einem vorhabenbezogenen Bebauungsplan mit vierjährigem Durchführungsvertrag errichtet werden und wurde mit einer gemischten Gebäudenutzung genehmigt. Der Schwerpunkt liegt dabei auf Hotelgewerbe (Motel One), aber auch Gastronomie und Einzelhandel sollen einziehen. Die Kritik an dem Entwurf zielte auf eine mögliche Verschattung des Breitscheidplatzes.
Im Mai 2008 forderte der Verein „Denk mal an Berlin e. V.“ erneut die Erhaltung des Denkmals und schlug vor, die Neubaupläne mit ihm zu kombinieren. Im Mai 2009 begann trotz zahlreicher öffentlicher Reaktionen und einer Sitzung im Denkmalausschuss der Architektenkammer, in der Christoph Langhof anwesend war, der Abriss. Dieser wurde im Februar 2013 vollendet.
Im Frühjahr 2013 wurde die Baugrube ausgehoben, am 25. Juni 2014 erfolgte die Grundsteinlegung. Das Hochhausprojekt Upper West wurde 2017 fertiggestellt.